# Ingoldiella nutans
Ingoldiella nutans é uma espécie de fungo pertencente à família Hydnaceae.